# Gulgrön hackspett
Gulgrön hackspett (Piculus chrysochloros) är en fågel i familjen hackspettar inom ordningen hackspettartade fåglar. Den förekommer i låglänta skogar i Sydamerika och i östra Panama. Arten minskar i antal, men beståndet anses vara livskraftigt. 

## Utseende
Gulgrön hackspett är en medelstor hackspett. Båda könen är olivgröna ovan och tvärbandade under, med ett tydligt gult streck i ansiktet. Hanen har dessutom en röd hjässa. Underarterna skiljer sig åt i ansiktsmönstret och färgen på undersidan. Vissa hanar har rött mustaschstreck och ljusare gul undersida.

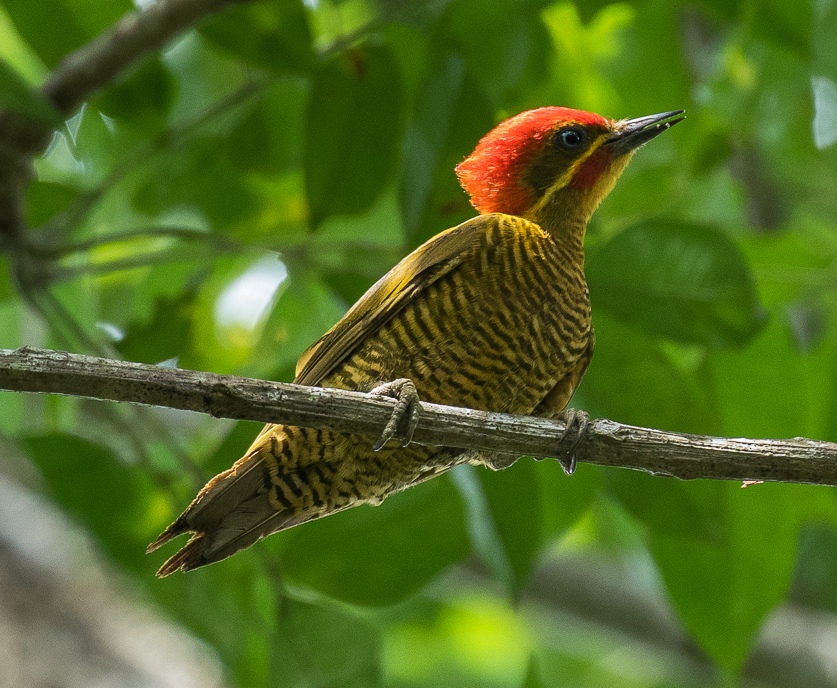
Gulgrön hackspett fotograferad i Panama.

## Utbredning och systematik
Gulgrön hackspett delas in i sex underarter med följande utbredning:
- Piculus chrysochloros xanthochlorus – förekommer i östra Panama, norra Colombia och nordvästra Venezuela
- Piculus chrysochloros capistratus – östra Ecuador, norra Peru och sydöstra Colombia österut norr om Amazonfloden till nordöstra Brasilien och Guyana
- Piculus chrysochloros paraensis – nordöstra Brasilien
- Piculus chrysochloros laemostictus – östra Peru och norra Bolivia österut söder om Amazonfloden till centrala brasilianska Amazonas
- Piculus chrysochloros chrysochloros – förekommer i centrala och södra Brasilien till Bolivia, västra Paraguay och norra Argentina
- Piculus chrysochloros polyzonus – förekommer i sydöstra Brasilien (Espírito Santo och Rio de Janeiro)

Enligt en studie från 2013 kan underarterna delas upp i sex fylogenetiska arter.

## Levnadssätt
Gulgrön hackspett hittas i låglänta skogar. Den ses enstaka eller i par på medelhög till hög höjd i skogen, ibland i artblandade flockar.

## Status och hot
Arten har ett stort utbredningsområde, men tros minska i antal, dock inte tillräckligt kraftigt för att den ska betraktas som hotad. Internationella naturvårdsunionen IUCN listar arten som livskraftig (LC). Beståndet uppskattas till i storleksordningen en halv miljon till fem miljoner vuxna individer.